# Giorgio Guglielmo di Legnica
Giorgio Guglielmo (in tedesco: Georg Wilhelm anche noto come Giorgio IV Guglielmo ; in polacco Jerzy IV Wilhelm; Oława, 26 settembre 1660 – Brzeg, 21 novembre 1675) fu l'ultimo duca slesiano di Legnica e Brzeg dal 1672 fino alla sua morte. Fu, inoltre, l'ultimo membro maschile dei dinastia dei Piast slesiani discendenti da Ladislao II l'Esiliato (1105–1159).

## Famiglia
Giorgio Guglielmo era il maggiore ed unico figlio maschio sopravvissuto del duca Cristiano di Legnica-Brieg (1618-1672) e da sua moglie Luisa (1631-1680), una delle figlie del principe Giovanni Casimiro di Anhalt-Dessau. La sua unica sorella, Carolina (1652-1707), sposò nel 1672 Federico, duca di Schleswig-Holstein-Sonderburg-Wiesenburg (1651–1724).
Essendo l'unico figlio sopravvissuto, Giorgio Guglielmo fu l'unico erede dei possedimenti di suo padre. Il duca Cristiano di Legnica-Brzeg aveva trascorso molti anni in esilio in Polonia e nel ducato di Prussia durante la guerra dei trent'anni, dopo che il nonno di Giorgio Guglielmo, il duca Giovanni Cristiano di Brieg, era caduto in disgrazia con presso l'imperatore asburgico Ferdinando II.
Il duca Cristiano divenne l'unico sovrano dei ducati slesiani di Legnica e Brzeg nel 1664. Dopo l'abdicazione di re Giovanni II Casimiro di Polonia nel 1668, egli mise persino avanti la sua propria candidatura al trono polacco; per vincere l'affetto e il sostegno della vecchia nobiltà, inizialmente voleva dare al figlio neonato un vecchio nome Piast (come Mieszko o Bolesław); tuttavia, il clero calvinista del suo ducato si oppose a ciò, sostenendo che l'idea avrebbe potuto portare al ritorno del paganesimo sulla Polonia. Il duca, tuttavia, fece in modo che suo figlio parlasse polacco e indossasse abiti polacchi.

## Vita
La morte nel 1663 e 1664 dei suoi zii paterni, il duca Giorgio III di Brieg ed il duca Luigi IV di Legnica, senza figli sopravvissuti lo lasciò come unico erede di suo padre nell'ancora vasto ducato di Legnica-Brzeg. Di conseguenza, dai suoi primi anni, Giorgio Guglielmo ricevette un'educazione accurata. Durante la sua educazione, fu messo nelle mani del conte-maresciallo dell'Anhalt-Bernburg August Friedrich Bohne, e del medico personale Henry Martini. Fu durante questo periodo della sua educazione che egli acquisì una eccellente conoscenza del tedesco, francese e latino, capiva anche l'italiano, lo spagnolo e polacco; fu anche educato in teologia, filosofia e retorica.
Quando suo padre morì nel 1672, l'allora dodicenne Giorgio Guglielmo gli successe come duca di Legnica e Brzeg; durante la sua minore età, la reggenza fu esercitata da sua madre, la duchessa madre Luisa che tenne le città di Wołów e Oława come sua controdote (wittum). Temendo richieste avanzate dall'imperatore asburgico Leopoldo I in qualità di sovrano della Corona di Boemia, il duca Cristiano aveva lasciato in eredità nel suo testamento che suo figlio fosse formalmente sotto la tutela dello zio materno, il principe Giovanni Giorgio II di Anhalt-Dessau e del potente elettore Federico Guglielmo I di Brandeburgo. Il giorno prima della morte del marito, Luisa mandò suo figlio a studiare all'università Viadrina nella brandeburghese Francoforte sull'Oder, considerato come un atto di sfiducia da parte della corte imperiale. D'altra parte, la reggenza della duchessa vedova fronteggiò l'opposizione degli stati protestanti di Legnica-Brzeg, grazie al suo supporto sempre più aperto verso la fede cattolica; un grave scandalo si verifico quando Carolina, la sorella del giovane duca, sposò segretamente Federico, un membro della famiglia aristocratica cattolica di Schleswig-Holstein-Sonderburg-Wiesenburg.
L'elettore di Brandeburgo raggiunse un'intesa con l'imperatore asburgico e nel 1673 Giorgio Guglielmo tornò a Brzeg, dove ricevette l'omaggio dalle proprietà. Il 14 marzo 1675 il giovane duca poté formalmente prendere possesso del governo delle sue terre, dopo essere andato alla corte imperiale a Vienna per rendere il suo solenne omaggio all'imperatore Leopoldo I, che confermò la sua maggiore età e la successione nelle terre di suo padre. Immediatamente dopo l'inizio del governo di Giorgio Guglielmo, la duchessa Luisa fu costretta a lasciare la sua terra di Wołów. Gli annunci dell'inizio di un governo buono e prosperoso di Giorgio Guglielmo si arrestarono con la morte improvvisa del duca il 21 novembre 1675. La causa della morte fu una febbre forte, sviluppata poco dopo il suo ritorno da una caccia, il primo segno del vaiolo. Il duca fu sepolto nella chiesa di san Giovanni a Legnica, al fianco di suo padre, dove la sua addolorata madre aveva costruito un mausoleo.

## Discendenza

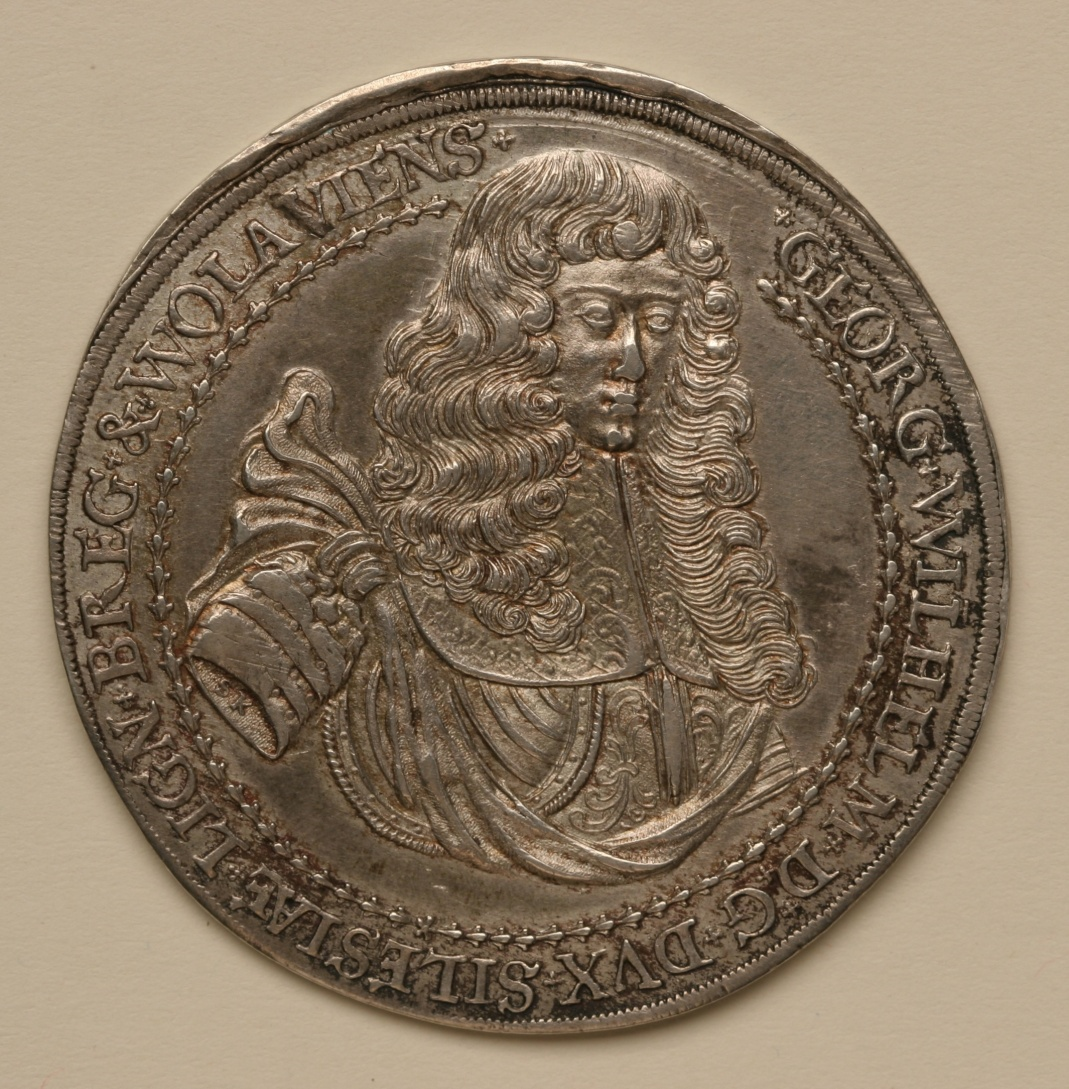
Medaglia funeraria, 1675

Alla sua morte, il ducato di Legnica-Brzeg tornò all'Imperatore Leopoldo come sovrano sulle terre della corona boema, che dal 1526 erano parte integrante della monarchia asburgica austriaca. Leopoldo assunse il governo per mezzo di un vice Landeshauptmann, nonostante le pretese di uno zio morganatico di Giorgio Guglielmo, il conte Augusto di Legnica, e fece implementare diverse misure di controriforma. La duchessa Luisa mantenne le sue terre di Oława fino alla sua morte nel 1680, quando furono incorporate anche esse nelle terre boeme.
Gli indipendenti Piast masoviani si erano estinti nel 1526, mentre la linea di Teschen (Cieszyn) si estinse nel 1653. Giorgio Guglielmo era quindi l'ultimo membro regnante di tutti i Piast, che alla fine si estinse con la morte del suo unica sorella sopravvissuta, Carolina, nel 1707. Il termine "dinastia Piast" fu usato per la prima volta dallo storico polacco Adam Naruszewicz nel suo libro Storia della Polonia, che incominciò nel 1779. Sulla cripta sepolcrale di Giorgio Guglielmo fu scolpito un testo che si riferisce a lui come l'ultimo dei duchi Piast della Slesia, che dal XVII secolo  erano denominati "Piast della Slesia".

## Ascendenza
|                                                               |                                                        |                                                             | Genitori                                                |  |  | Nonni |  |  | Bisnonni                                                        |  |  | Trisnonni                         |  |
|                                                               |                                                        |                                                             |                                                         |  |  |       |  |  | 8. Gioacchino Federico, XI duca di Legnica e VIII duca di Brieg |  |  | 16. Giorgio II, VII duca di Brieg |  |
|                                                               |                                                        |                                                             |                                                         |  |  |       |  |  | 8. Gioacchino Federico, XI duca di Legnica e VIII duca di Brieg |  |  | 16. Giorgio II, VII duca di Brieg |  |
|                                                               |                                                        | 17. Barbara di Brandeburgo                                  |                                                         |  |  |       |  |  | 8. Gioacchino Federico, XI duca di Legnica e VIII duca di Brieg |  |  |                                   |  |
| 4. Giovanni Cristiano, XII duca di Legnica e IX duca di Brieg |                                                        |                                                             |                                                         |  |  |       |  |  | 8. Gioacchino Federico, XI duca di Legnica e VIII duca di Brieg |  |  |                                   |  |
|                                                               |                                                        | 9. Anna Maria di Anhalt                                     | 18. Gioacchino Ernesto, I principe di Anhalt            |  |  |       |  |  |                                                                 |  |  |                                   |  |
|                                                               |                                                        | 9. Anna Maria di Anhalt                                     | 18. Gioacchino Ernesto, I principe di Anhalt            |  |  |       |  |  |                                                                 |  |  |                                   |  |
|                                                               |                                                        | 9. Anna Maria di Anhalt                                     | 19. Agnese di Barby-Mühlingen                           |  |  |       |  |  |                                                                 |  |  |                                   |  |
| 2. Cristiano, XIV duca di Legnica e XI duca di Brieg          |                                                        | 9. Anna Maria di Anhalt                                     |                                                         |  |  |       |  |  |                                                                 |  |  |                                   |  |
|                                                               |                                                        | 10. Giovanni Giorgio, XIII principe elettore di Brandeburgo | 20. Gioacchino II, XII principe elettore di Brandeburgo |  |  |       |  |  |                                                                 |  |  |                                   |  |
|                                                               |                                                        | 10. Giovanni Giorgio, XIII principe elettore di Brandeburgo | 20. Gioacchino II, XII principe elettore di Brandeburgo |  |  |       |  |  |                                                                 |  |  |                                   |  |
|                                                               |                                                        | 10. Giovanni Giorgio, XIII principe elettore di Brandeburgo | 21. Maddalena di Sassonia                               |  |  |       |  |  |                                                                 |  |  |                                   |  |
| 5. Dorotea Sibilla di Brandeburgo                             |                                                        | 10. Giovanni Giorgio, XIII principe elettore di Brandeburgo |                                                         |  |  |       |  |  |                                                                 |  |  |                                   |  |
|                                                               |                                                        | 11. Elisabetta di Anhalt                                    | 22. Gioacchino Ernesto, I principe di Anhalt (= 18)     |  |  |       |  |  |                                                                 |  |  |                                   |  |
|                                                               |                                                        | 11. Elisabetta di Anhalt                                    | 22. Gioacchino Ernesto, I principe di Anhalt (= 18)     |  |  |       |  |  |                                                                 |  |  |                                   |  |
|                                                               |                                                        | 11. Elisabetta di Anhalt                                    | 23. Agnese di Barby-Mühlingen (= 19)                    |  |  |       |  |  |                                                                 |  |  |                                   |  |
| 1. Giorgio Guglielmo, XV duca di Legnica e XII duca di Brieg  |                                                        | 11. Elisabetta di Anhalt                                    |                                                         |  |  |       |  |  |                                                                 |  |  |                                   |  |
|                                                               | 12. Giovanni Giorgio I, VIII principe di Anhalt-Dessau | 24. Gioacchino Ernesto, I principe di Anhalt (= 18, 22)     |                                                         |  |  |       |  |  |                                                                 |  |  |                                   |  |
|                                                               | 12. Giovanni Giorgio I, VIII principe di Anhalt-Dessau | 24. Gioacchino Ernesto, I principe di Anhalt (= 18, 22)     |                                                         |  |  |       |  |  |                                                                 |  |  |                                   |  |
|                                                               | 12. Giovanni Giorgio I, VIII principe di Anhalt-Dessau | 25. Agnese di Barby-Mühlingen (= 19, 23)                    |                                                         |  |  |       |  |  |                                                                 |  |  |                                   |  |
| 6. Giovanni Casimiro, IX principe di Anhalt-Dessau            | 12. Giovanni Giorgio I, VIII principe di Anhalt-Dessau |                                                             |                                                         |  |  |       |  |  |                                                                 |  |  |                                   |  |
|                                                               |                                                        | 13. Dorotea del Palatinato-Lautern                          | 26. Giovanni Casimiro, I duca del Palatinato-Lautern    |  |  |       |  |  |                                                                 |  |  |                                   |  |
|                                                               |                                                        | 13. Dorotea del Palatinato-Lautern                          | 26. Giovanni Casimiro, I duca del Palatinato-Lautern    |  |  |       |  |  |                                                                 |  |  |                                   |  |
|                                                               |                                                        | 13. Dorotea del Palatinato-Lautern                          | 27. Elisabetta di Sassonia                              |  |  |       |  |  |                                                                 |  |  |                                   |  |
| 3. Luisa di Anhalt-Dessau                                     |                                                        | 13. Dorotea del Palatinato-Lautern                          |                                                         |  |  |       |  |  |                                                                 |  |  |                                   |  |
|                                                               |                                                        | 14. Maurizio, II langravio d'Assia-Kassel                   | 28. Guglielmo IV, I langravio d'Assia-Kassel            |  |  |       |  |  |                                                                 |  |  |                                   |  |
|                                                               |                                                        | 14. Maurizio, II langravio d'Assia-Kassel                   | 28. Guglielmo IV, I langravio d'Assia-Kassel            |  |  |       |  |  |                                                                 |  |  |                                   |  |
|                                                               |                                                        | 14. Maurizio, II langravio d'Assia-Kassel                   | 29. Sabina di Württemberg                               |  |  |       |  |  |                                                                 |  |  |                                   |  |
| 7. Agnese d'Assia-Kassel                                      |                                                        | 14. Maurizio, II langravio d'Assia-Kassel                   |                                                         |  |  |       |  |  |                                                                 |  |  |                                   |  |
|                                                               |                                                        | 15. Giuliana di Nassau-Dillenburg                           | 30. Giovanni VII, I conte di Nassau-Siegen              |  |  |       |  |  |                                                                 |  |  |                                   |  |
|                                                               |                                                        | 15. Giuliana di Nassau-Dillenburg                           | 30. Giovanni VII, I conte di Nassau-Siegen              |  |  |       |  |  |                                                                 |  |  |                                   |  |
|                                                               |                                                        | 15. Giuliana di Nassau-Dillenburg                           | 31. Maddalena di Waldeck                                |  |  |       |  |  |                                                                 |  |  |                                   |  |
|                                                               |                                                        | 15. Giuliana di Nassau-Dillenburg                           |                                                         |  |  |       |  |  |                                                                 |  |  |                                   |  |